# Mercedes-Benz Antos
Der Antos ist eine Mercedes-Benz-Lkw-Baureihe, die für den schweren Verteilerverkehr konzipiert und nach der IAA Nutzfahrzeuge im September 2012 auf den Markt gebracht wurde.
Gemeinsam mit dem Mercedes-Benz Arocs löste er die bisherigen Baureihen Axor und Mercedes-Benz Actros im schweren Verteilerverkehr ab und stellt die zweite Ausbaustufe des neuen Lastwagen-Programms von Mercedes-Benz dar. Anstatt wie bisher mit einem Fahrzeug jeweils alle Aufbauausprägungen abzudecken, sind Antos und Arocs für spezifische Bereiche konzipiert. Der Antos ist daher lediglich in sechs Fahrerhausvarianten (2,3 Meter breites Fahrerhaus) in mittellanger (Länge: 2 m) und kurzer Ausführung (1,7 m) lieferbar, während der neue Actros in 2,3 und 2,5 Metern Breite verfügbar ist. Beide Fahrerhaus-Varianten sind wahlweise mit einer Motortunnelhöhe von 170 mm bzw. 320 mm und Flach- oder Normaldach bestellbar.
Der Antos ist als Sattelzugmaschine und Fahrgestell mit 67 verschiedenen Radständen mit Achsabständen zwischen 2650 und 6700 mm lieferbar. Es gibt außerdem die Modellvarianten Volumer mit niedrigem Rahmen (880 mm) speziell für große oder umfangreiche Frachten und Loader mit geringerem Leergewicht als die Normalversion, um mehr Nutzlast zu gewinnen.
Das Design des Fahrzeugs besteht aus Elementen der Geschwisterbaureihe Actros, verfügt jedoch über eine geänderte Scheinwerferoptik sowie einen Kühlergrill mit lediglich drei oder vier Lamellen anstelle der vier oder fünf Lamellen beim Actros. Aufgrund der geringeren Fahrzeughöhe haben alle Versionen des Antos einen sogenannten Motortunnel. Der Innenraum ist ähnlich wie der des Actros, jedoch in grauer Farbgebung.
2017 wurde die Bezeichnung Antos aufgegeben. Seitdem werden die Fahrzeuge wieder als Actros vermarktet.

## Antrieb

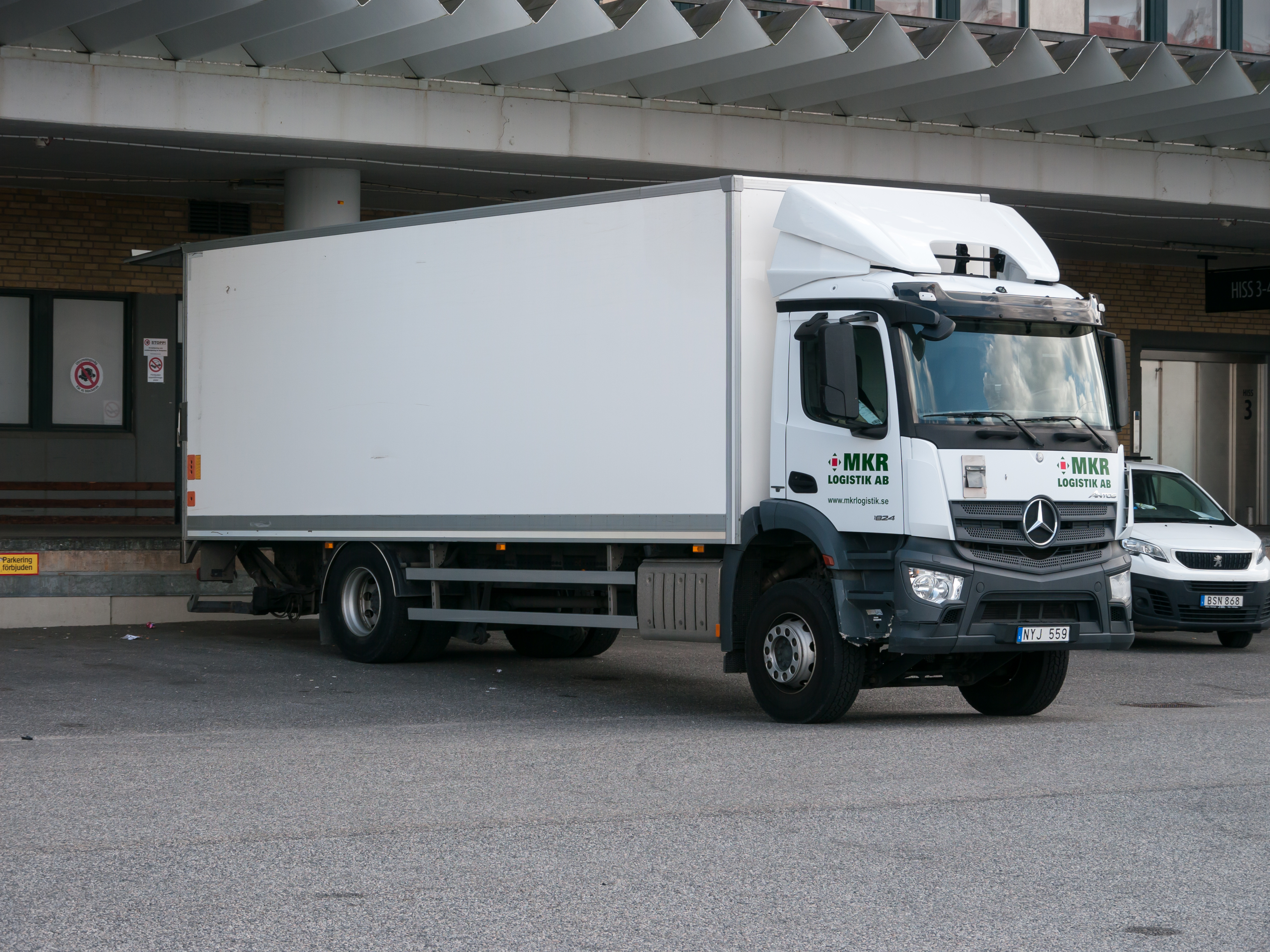
Antos 1824 mit Kofferaufbau

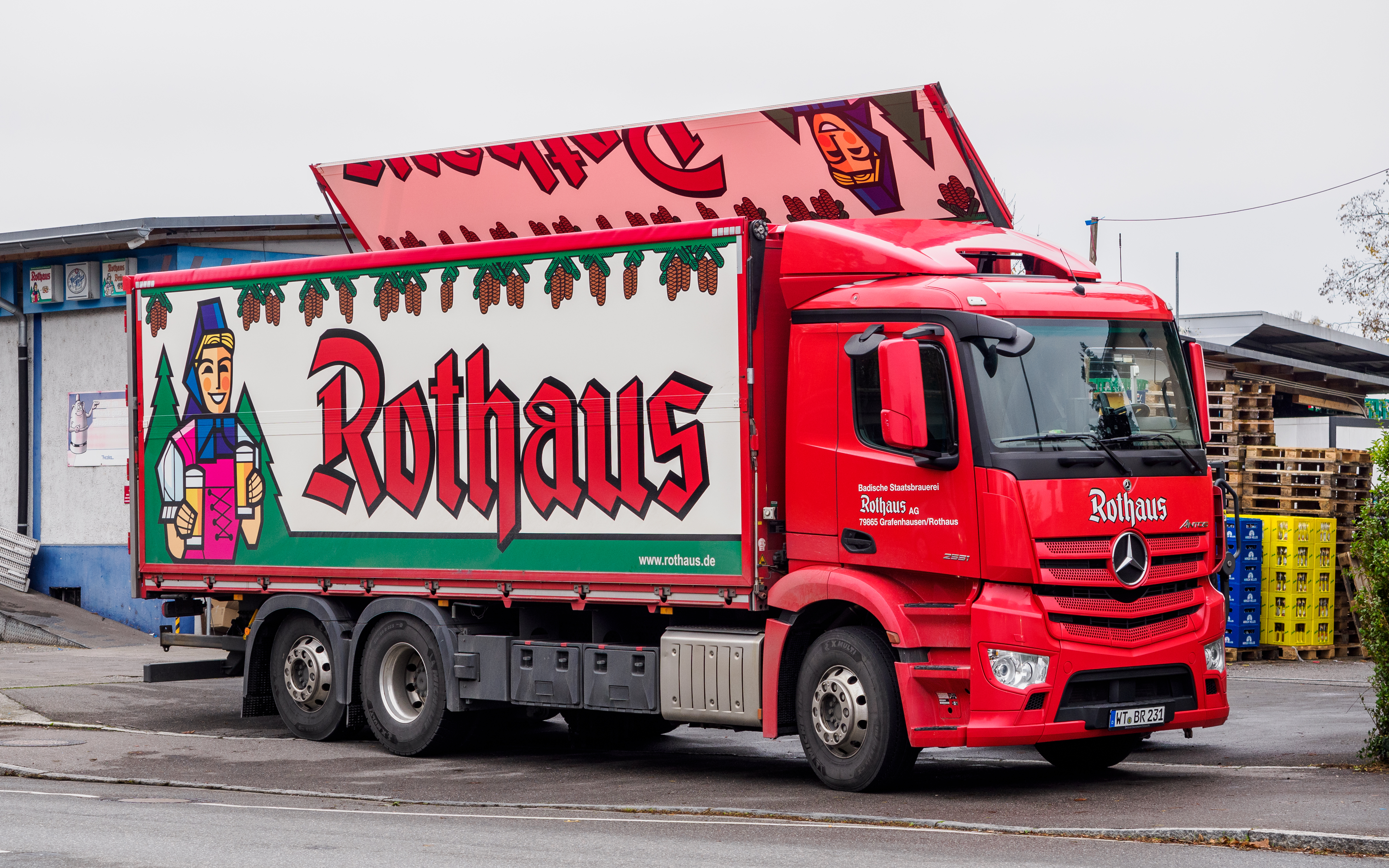
Antos 2551 für Bierkutscher

Zum Einsatz kommen Common-Rail-Dieselmotoren der Mercedes-Benz-Motortypen OM 936 (7,7 Liter), OM 470 (10,7 l), OM 471 (12,8 l) und OM 473 (15,6 l) in 16 unterschiedlichen Leistungsstufen. Sämtliche Motoren genügen serienmäßig oder auf Wunsch der Abgasnorm Euro 6. Die Leistung liegt zwischen 175 und 460 kW (238 bis 625 PS). Wie im Actros wird die Kraft serienmäßig mithilfe des automatischen Getriebes Typ PowerShift 3 an die Achsen übertragen. Während in den Fahrgestellen Motoren ab 175 kW (238 PS) zum Einsatz kommen, sind in den Sattelzugmaschinen Motoren ab 235 kW (320 PS) lieferbar.

## Motoren
| Modell                                     | Hubraum                                    | Leistung                                   | Drehmoment                                 | Leistungsplus Top Torque                   | Lieferbare Abgas- Standards                |
| Reihensechszylinder – Mercedes-Benz OM 936 | Reihensechszylinder – Mercedes-Benz OM 936 | Reihensechszylinder – Mercedes-Benz OM 936 | Reihensechszylinder – Mercedes-Benz OM 936 | Reihensechszylinder – Mercedes-Benz OM 936 | Reihensechszylinder – Mercedes-Benz OM 936 |
| ------------------------------------------ | ------------------------------------------ | ------------------------------------------ | ------------------------------------------ | ------------------------------------------ | ------------------------------------------ |
| 1824                                       | 7,7 l                                      | 175 kW (238 PS) bei 2200/min               | 1000 Nm bei 1200–1600/min                  | nicht verfügbar                            | Euro 6                                     |
| 1827                                       | 7,7 l                                      | 200 kW (272 PS) bei 2200/min               | 1100 Nm bei 1200–1600/min                  | nicht verfügbar                            | Euro 6                                     |
| 1830                                       | 7,7 l                                      | 220 kW (299 PS) bei 2200/min               | 1200 Nm bei 1200–1600/min                  | nicht verfügbar                            | Euro 6                                     |
| 1832                                       | 7,7 l                                      | 235 kW (320 PS) bei 2200/min               | 1300 Nm bei 1200–1600/min                  | nicht verfügbar                            | Euro 6                                     |
| 1835                                       | 7,7 l                                      | 260 kW (354 PS) bei 2200/min               | 1400 Nm bei 1200–1600/min                  | nicht verfügbar                            | Euro 6                                     |
| Reihensechszylinder – Mercedes-Benz OM 470 |                                            |                                            |                                            |                                            |                                            |
| 1833                                       | 10,7 l                                     | 240 kW (326 PS) bei 1800/min               | 1700 Nm bei 1100/min                       | nicht verfügbar                            | Euro 6                                     |
| 1836                                       | 10,7 l                                     | 265 kW (360 PS) bei 1800/min               | 1800 Nm bei 1100/min                       | nicht verfügbar                            | Euro 6                                     |
| 1839                                       | 10,7 l                                     | 290 kW (394 PS) bei 1800/min               | 1900 Nm bei 1100/min                       | nicht verfügbar                            | Euro 6                                     |
| 1843                                       | 10,7 l                                     | 315 kW (428 PS) bei 1800/min               | 2100 Nm bei 1100/min                       | nicht verfügbar                            | Euro 6                                     |
| Reihensechszylinder – Mercedes-Benz OM 471 |                                            |                                            |                                            |                                            |                                            |
| 1842                                       | 12,8 l                                     | 310 kW (421 PS) bei 1800/min               | 2100 Nm bei 1100/min                       | 200 Nm bzw. 23 kW (31 PS) bei 1800/min     | Euro 5,Eev,Euro 6                          |
| 1845                                       | 12,8 l                                     | 330 kW (449 PS) bei 1800/min               | 2200 Nm bei 1100/min                       | 200 Nm bzw. 23 kW (31 PS) bei 1800/min     | Euro 5,Eev,Euro 6                          |
| 1848                                       | 12,8 l                                     | 350 kW (476 PS) bei 1800/min               | 2300 Nm bei 1100/min                       | 200 Nm bzw. 23 kW (31 PS) bei 1800/min     | Euro 6                                     |
| 1851                                       | 12,8 l                                     | 375 kW (510 PS) bei 1800/min               | 2500 Nm bei 1100/min                       | nicht verfügbar                            | Euro 5,Eev,Euro 6                          |